# Espace économique commun
Pour les articles homonymes, voir EEC et EEU.
L'Espace économique commun (abréviation EEC) ou encore Espace économique unique (abréviation EEU), est une union économique entre la Russie, le Kazakhstan et la Biélorussie mise en place en janvier 2012
. Inspirée de l'Union européenne, elle est destinée à s'élargir aux autres anciennes républiques de l'Union soviétique, et prévoit la suppression des frontières pour le commerce. L'espace n'est pas exclusif et les nations adhérentes pourront aussi être membres de l'Union européenne, possibilité particulièrement destinée à satisfaire les intérêts de l'Ukraine.

## États participant à l'EEU
États adhérents à l’EEU
- Arménie (2015)
- Biélorussie (2012)
- Kazakhstan (2012)
- Kirghizistan (2015)
- Russie (2012)

États ayant contribué à l’élaboration de l’EEU, devenus États observateurs
- Ukraine[2],[3].

## Origines du processus d'intégration
En 2003, un accord avait été signé sur la création d'un espace économique commun à la Russie, la Biélorussie, l’Ukraine et le Kazakhstan.
Depuis 2006, le projet d’une « Union douanière » a pris de plus en plus d’ampleur jusqu'à bientôt se réaliser. Au départ, la « Zone de libre échange » et « l’Union douanière » étaient destinées à la Russie, à la Biélorussie, à Kazakhstan et à l’Ukraine.
En effet, en juin 2006, la préparation de 38 documents relatifs à la formation de « l’Espace économique unique » (EEU), rassemblant la « Zone de libre échange » et « l’Union douanière », est achevée. Cependant, l’Ukraine ne semble pas avancer dans les discussions. Les accords furent mis en place au début de 2008. Ces accords jettent les bases de la création d'un régime unique de commerce de la Russie, de la Biélorussie et du Kazakhstan avec les pays tiers.

## Processus intégratifs

### Union douanière
L'Union douanière de la Russie, de la Biélorussie et du Kazakhstan est censée servir de point de départ à la conception de l'Espace économique unique. Un tarif douanier unique est entré en vigueur depuis le 1er janvier 2010 et les contrôles douaniers ont été repoussés aux frontières extérieures le 1er juillet 2011.
Le Kirghizistan sera également prêt à adhérer à l’« Union douanière » après en avoir attentivement étudié les activités et si cela ne se trouve pas en contradiction avec les engagements de Bichkek face à l’OMC,.